# 강현우 (야구 선수)
강현우(2001년 4월 13일 ~ )는 KBO 리그 kt 위즈의 포수, 내야수이다.

## 아마추어 시절
유신고등학교 시절 주전 포수로 활약했고, 3학년 때는 고교 포수 최대어로 언급됐다. 청소년대표팀 엔트리에 들었고, 주전으로 활약했다. 3학년 때 좋은 활약으로 1라운드에서 kt 위즈에 지명됐다.

## kt 위즈시절
2020년에 입단하였다. 2020년 5월 6일 롯데전에 출전하며 데뷔 첫 경기를 치렀고, 경기에서 1타수 무안타를 기록했다.

## 출신 학교
- 원종초등학교 (부천시리틀)
- 부천중학교
- 유신고등학교

## 통산 기록
| 연도 | 팀명  | 타율  | 경기 | 타수 | 득점 | 안타 | 2루타 | 3루타 | 홈런 | 루타 | 타점 | 도루 | 도실 | 볼넷 | 사구 | 삼진 | 병살 | 실책 |
| ---- | ----- | ----- | ---- | ---- | ---- | ---- | ----- | ----- | ---- | ---- | ---- | ---- | ---- | ---- | ---- | ---- | ---- | ---- |
| 2020 | kt    | 0.200 | 26   | 30   | 2    | 6    | 2     | 0     | 1    | 11   | 3    | 0    | 0    | 2    | 0    | 11   | 1    | 1    |
| 2023 | kt    | 0.194 | 52   | 103  | 11   | 20   | 6     | 0     | 1    | 29   | 11   | 0    | 1    | 6    | 1    | 17   | 3    | 2    |
| 2024 | kt    | 0.308 | 18   | 26   | 4    | 8    | 1     | 0     | 1    | 12   | 8    | 0    | 0    | 8    | 0    | 10   | 0    | 2    |
| 통산 | 3시즌 | 0.214 | 97   | 159  | 17   | 34   | 9     | 0     | 3    | 52   | 22   | 0    | 1    | 16   | 1    | 38   | 4    | 5    |